# Stephanodaphne pedicellata
Stephanodaphne pedicellata är en tibastväxtart som beskrevs av Z.S.Rogers. Stephanodaphne pedicellata ingår i släktet Stephanodaphne och familjen tibastväxter. Inga underarter finns listade i Catalogue of Life.